# Hyperolius punctulatus
Hyperolius punctulatus är en groddjursart som först beskrevs av Bocage 1895.  Hyperolius punctulatus ingår i släktet Hyperolius och familjen gräsgrodor. IUCN kategoriserar arten globalt som otillräckligt studerad. Inga underarter finns listade i Catalogue of Life.